# Flora soriana protegida

## Contexto
- Soria es una provincia española en la comunidad autónoma de Castilla y León.
- Las listas de flora amenazada son los instrumentos legislativos con los que se dotan las administraciones para la gestión de la biodiversidad.

## Listas de flora amenazada en la provincia de Soria
En Soria, es de aplicación la normativa española, con el Catálogo Nacional de Especies Amenazadas, que está siendo revisado a fondo, y la europea del Consejo de Europa, mediante la directiva relativa a la conservación de los hábitats naturales y de la fauna y flora silvestres, conocida como Directiva Hábitats. Lamentablemente, la comunidad autónoma de Castilla y León es una de las pocas regiones españolas que no han elaborado todavía una lista de su flora amenazada, y sólo el acebo (Ilex aquifolium) tiene regulado su recolección mediante decreto.
El actual catálogo español recoge muy pocas especies de flora vascular, y no incluye ninguna planta presente en la provincia de Soria, aunque se está trabajando en un proyecto de puesta al día que se espera que culmine en el 2003, y en el que aparecerán algunas de ellas.

## Especies de interés comunitario
Sólo en la Directiva Hábitats hay especies sorianas incluidas en el catálogo de especies amenazadas. Los listados de dicho catálogo se encuentran repartidos en tres apartados, de la siguiente forma (EIC: abreviatura de especies de interés comunitario):

### EIC para cuya conservación es necesario designar zonas especiales de conservación (Anexo II)
- Apium repens: Alconaba, Bayubas de Abajo, Iruecha, Rebollar, Santa María de la Hoyas, Valonsadero y Vildé.
- Centaurea pinnata: Fuentelmonge, Herreros, Iruecha, Layna, Monteagudo de las Vicarías, Serón de Nágima y Velilla de Medinaceli.
- Jonopsidium savianum: Montenegro de Cameros
- Marsilea strigosa: Aldealafuente y Tardajos de Duero

### EIC que requieren una protección estricta (Anexo IV)
- Narcissus triandrus subsp. pallidulus: Arguijo, Borobia, Covaleda, Cueva de Ágreda, El Royo, La Póveda, Molinos de Duero, Navaleno, Tajueco, Talveila, Vinuesa y Ucero.

### EIC cuya recogida en la naturaleza y cuya explotación pueden ser objeto de medidas de gestión (Anexo V)
- Gentiana lutea subsp. lutea: Sierras de Urbión-Cebollera
- Huperzia selago: Montenegro de Cameros y Santa Inés
- Lycopodium clavatum: Montenegro de Cameros y Sotillo del Rincón
- Narcissus bulbocodium: tercio norte de la provincia
- Ruscus aculeatus: San Felices y Soria